# Willa przy ul. Noskowskiego 24 w Poznaniu
Willa przy ul. Noskowskiego 24 w Poznaniu – zabytkowa willa położona w centrum Poznania przy parku Moniuszki.
Budynek wybudowany na przełomie XIX i XX wieku. Podczas pełnienia funkcji nadburmistrza Poznania mieszkał w nim Ernst Wilms. Przed II wojną światową zmieniała właścicieli do 1935, kiedy została kupiona przez Katolicki Instytut Wychowawczy.
Po wojnie willę przejęło w zarząd miasto Poznań. Przez 60 lat, do 2012, budynek zajmował Związek Literatów Polskich. W 2012 roku po reaktywacji Katolickiego Instytutu Wychowawczego zarządzaniem budynku zajął się właściciel.